# Dollar Thrifty Automotive Group
Das US-amerikanische Mietwagenunternehmen Dollar Thrifty Automotive Group wurde von Chrysler gegründet. Zu Dollar Thrifty Automotive Group gehören die US-Mietwagenunternehmen Thrifty und Dollar. 1997 brachte Chrysler das Unternehmen an die New Yorker Börse und besitzt seitdem keine Anteile mehr. Das Unternehmen hat über 800 Zweigstellen in den USA und in Kanada.
Seit 2010 ist die Hertz Corp. neuer Besitzer des Unternehmens.